# József Asbóth
József Asbóth (ur. 18 września 1917 w Szombathely, zm. 22 września 1986 w Monachium) – węgierski tenisista, zwycięzca międzynarodowych mistrzostw Francji, reprezentant w Pucharze Davisa.

## Kariera tenisowa
Karierę rozpoczął jeszcze przed II wojną światową. W odróżnieniu od wielu swoich europejskich rywali, jako obywatel państwa sprzymierzonego z hitlerowskimi Niemcami, mógł uprawiać tenis także po wybuchu wojny (do ok. 1942 roku).
W 1947 roku został rozstawiony z numerem piątym na międzynarodowych mistrzostwach Francji (obecnie French Open). Turniej ten, podobnie jak rok wcześniej, rozegrano po Wimbledonie (później powrócono do tradycyjnej, przedwojennej odwrotnej kolejności imprez wielkoszlemowych na trawie i ziemi), pod koniec czerwca, przy panujących dużych upałach. Asbóth awansował do finału, który rozstrzygnął na swoją korzyść po pokonsniu Erica Sturgessa.
Znaczący sukces Asbóth osiągnął również rok później, dochodząc do półfinału Wimbledonu, gdzie musiał uznać wyższość Johna Bromwicha. Wyniki wielkoszlemowe, a także osiągane w imprezach mniejszej rangi, zapewniły mu miejsce w czołowej dziesiątce nieoficjalnych rankingów światowych pisma The Daily Telegraph za lata 1947–1948. W 1947 roku znajdował na 9. miejscu, w 1948 roku na 8. pozycji.
W latach 1938–1957 występował w węgierskiej reprezentacji w Pucharze Davisa, będąc w pierwszych latach powojennych liderem ekipy. Miał m.in. znaczący udział w awansie do ćwierćfinału strefy europejskiej rozgrywek w 1948 roku, a w samym spotkaniu ćwierćfinałowym pokonał w singlu Szwedów Torstena Johanssona i Lennarta Bergelina, co jednak nie zapobiegło porażce Węgrów 2:3. Podobnie rok później Asbóth poprowadził zespół węgierski do półfinału strefy europejskiej Pucharu Davisa, a w półfinale pokonał Francuzów Marcela Bernarda i Roberta Abdesselama, ale do finału awansowała ekipa francuska. Łączny bilans występów Józsefa Asbótha w reprezentacji narodowej w Pucharze Davisa zamknął się liczbą 24 zwycięstw przy 17 porażkach, z czego w grze pojedynczej odniósł 18 zwycięstw i 12 porażek.

### Finały w turniejach wielkoszlemowych

#### Gra pojedyncza (1–0)
| Końcowy wynik | Nr | Data            | Turniej                     | Nawierzchnia | Przeciwnik    | Wynik finału  |
| ------------- | -- | --------------- | --------------------------- | ------------ | ------------- | ------------- |
| Zwycięzca     | 1. | 26 czerwca 1947 | French Championships, Paryż | Ceglana      | Eric Sturgess | 8:6, 7:5, 6:4 |